# Pause (альбом)
| Совокупная оценка | Совокупная оценка |
| Источник          | Оценка            |
| ----------------- | ----------------- |
| Metacritic        | 85/100            |
| Оценки критиков   |                   |
| Источник          | Оценка            |
| AllMusic          | [ 4 ]             |
| NME               | 9/10              |
| Pitchfork         | 8.0/10            |
| Q                 | [ 7 ]             |
| Stylus Magazine   | B+                |
| Tiny Mix Tapes    | 4/5               |

Pause (с англ. — «Пауза») — второй студийный альбом британского музыканта Four Tet (настоящее имя Киран Хебден), изданный 28 мая 2001 года лейблом Domino Recording Company.

## Отзывы
Альбом получил положительные отзывы музыкальной критики и интернет-изданий. В интернет-агрегаторе Metacritic, устанавливающем в среднем оценку до ста, основанную на профессиональных рецензиях, альбом получил 85 баллов на основе 13 полученных рецензий, что говорит о «всеобщем признании». 
Джейсон Томпсон из PopMatters заявил, что «песни Pause гораздо интереснее и многослойнее, чем большинство эмбиент-музыки, доступной сегодня на полках магазинов», и назвал альбом «завораживающей работой». Тед Кесслер из NME сравнил Four Tet с Boards of Canada, заявив, что обе группы создают «современную музыку для лета на природе, вдали от городской суеты». Аналогичным образом, онлайновый журнал Tiny Mix Tapes отметил, что «вы можете взять этот релиз и поставить его в пару с In a Beautiful Place Out in the Country британской группы Boards of Canada, чтобы получить удар в спину солнечной, резвящейся в солнечном поле благости», заключив, что хотя «на альбоме нет никаких супервысот, в нем также нет ничего даже отдаленно близкого к низкому». Том Джурек из AllMusic заявил, что Pause «предлагает ещё одно доказательство того, что диджейская культура всё ещё может многое предложить» и выразил мнение, что «этот альбом — победитель от начала до конца».

## Список композиций
Слова и музыка всех песен — Kieran Hebden.
| №   | Название                                  | Длительность |
| --- | ----------------------------------------- | ------------ |
| 1.  | «Glue of the World»                       | 5:02         |
| 2.  | «Twenty Three»                            | 3:24         |
| 3.  | «Harmony One»                             | 1:41         |
| 4.  | «Parks»                                   | 6:03         |
| 5.  | «Leila Came Round and We Watched a Video» | 1:39         |
| 6.  | «Untangle»                                | 4:36         |
| 7.  | «Everything Is Alright»                   | 2:31         |
| 8.  | «No More Mosquitoes»                      | 3:39         |
| 9.  | «Tangle»                                  | 3:44         |
| 10. | «You Could Ruin My Day»                   | 7:03         |
| 11. | «Hilarious Movie of the 90's»             | 3:29         |